# Alberto Gomis Blanco
Alberto Gomis Blanco (Madrid, 12 de mayo de 1952) es un biólogo español, historiador de la ciencia y catedrático universitario.

## Biografía
Alberto Gomis Blanco nació en Madrid, el 12 de mayo de 1952. En 1978 se licenció en Ciencias (Sección Biológicas) por la Universidad Complutense de Madrid, en la que se doctoró en Ciencias Biológicas diez años después, con la tesis titulada: "Las Ciencias Naturales en España en el siglo XIX (1833-1874): morfología, fisiología y sistemática", siendo su director Joaquín Fernández Pérez.
Trabajó como profesor de enseñanza media en Madrid desde 1978. Siendo profesor titular y jefe del Departamento de Ciencias Naturales del Colegio San Alberto Magno (Madrid) hasta 1981; continuando con el mismo cargo en el Kensington School de Pozuelo de Alarcón hasta 1993.
En 1993 consiguió el nombramiento de profesor titular de Historia de la Ciencia en la Universidad de Alcalá. Catedrático de dicho área desde 2009, que sigue impartiendo actualmente. Entre 2005 y 2011 fue director del Departamento de Ciencias Sanitarias y Médico-sociales de la Universidad de Alcalá. Y en la actualidad es miembro del Departamento de Cirugía, Ciencias Médicas y Sociales de la misma universidad.
Sus intereses investigadores se han centrado, preferentemente, en la historia de las ciencias naturales en la España del siglo XIX y primera mitad del siglo XX. Lugar destacado, dentro de éstos, lo ha ocupado el estudio de la recepción del darwinismo y las obras de Darwin en España. También están, entre sus temas de interés, el desarrollo de la historia de la farmacia en la España contemporánea; la historia de las instituciones científicas; y el papel de la matrona española durante la Segunda República, la Guerra Civil y la Autarquía. 
Entre sus aportaciones al conocimiento de Darwin en España, destaca el reconocer en 2007 –junto a Jaume Josa Llorca- a Juan Nepomuceno de Vizcarrondo como el primer traductor de Darwin en España, lo que hasta ese momento se ignoraba.
En la toma de posesión como Académico Correspondiente de la Real Academia Nacional de Farmacia, en 2021, dictó la conferencia «La farmacia rural en los primeros años de la colegiación obligatoria» 
Ha sido comisario de varias exposiciones científicas, entre ellas «Los libros de Darwin en España» (Museo Nacional de Ciencias Naturales, 2009) y «La Real Sociedad Española de Historia Natural: 150 años haciendo historia» (Museo Nacional de Ciencias Naturales, 2021). Es miembro del consejo editorial de la revista Llull, perteneciente a la Sociedad Española de Historia de las Ciencias y de las Técnicas y del comité científico de “Theatrum Naturae. Colección de Historia Natural” de Ediciones Doce Calles.

## Publicaciones

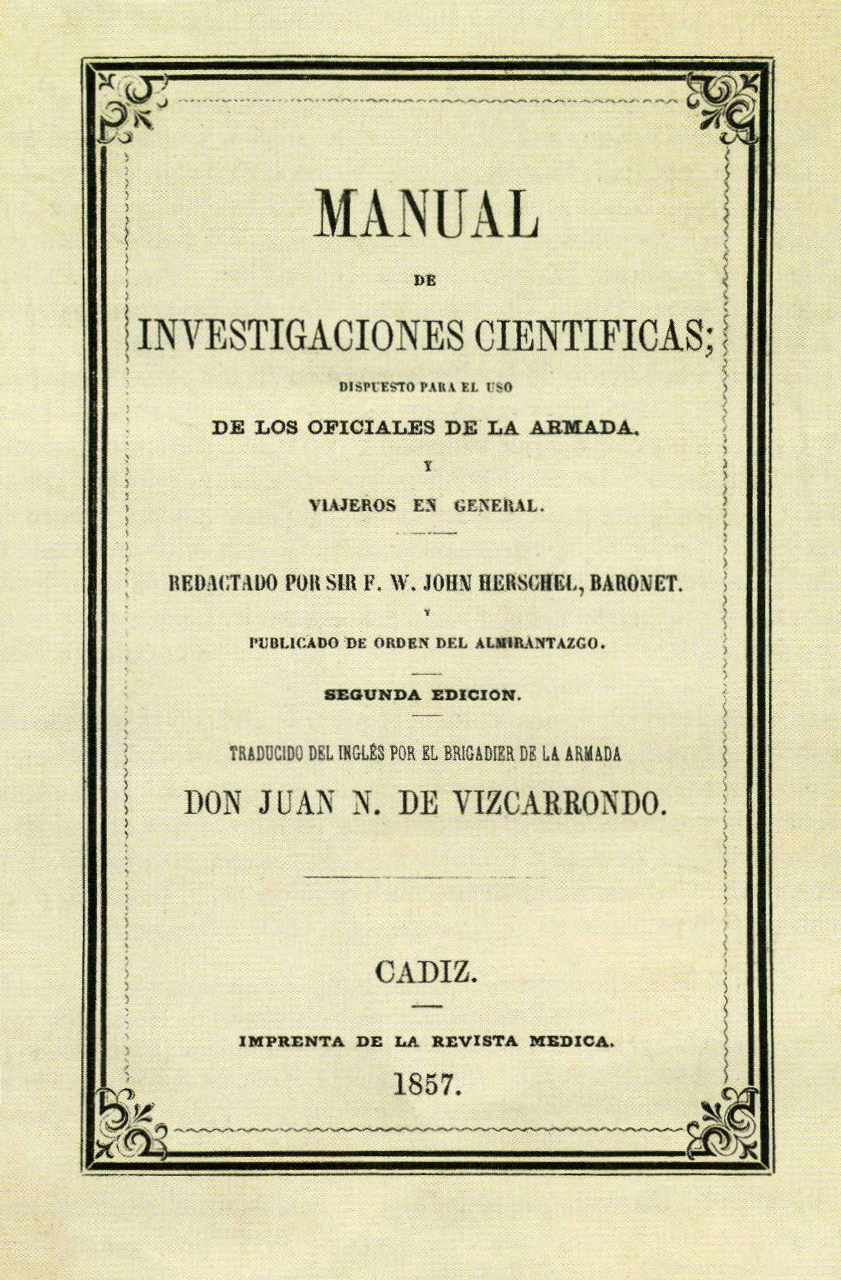
Portada de la primera traducción en España de un libro de Charles Darwin (Juan N. de Vizcarrondo, 1857).

Alberto Gomis es autor de más de doscientos cincuenta trabajos de investigación, entre ellos casi veinte libros, destacando:
- Alberto Gomis, Jaume Josa, Joaquín Fernández, Francisco Pelayo. Historia Natural. Catálogo ilustrado siglos XVIII y XIX. Madrid: Ministerio de Educación y Ciencia; 1988. ISBN 84-00-06826-2

- La biología en el siglo XIX. Torrejón de Ardoz: Ediciones Akal; 1991. ISBN 84-7600-746-9

- El fundador de la genética. Mendel. Madrid: Nivola; 2000. ISBN 84-95599-00-7 (2ª edición: Gregor Mendel: el fundador de la genética. Nivola; 2008. ISBN 978-84-92493-22-7)

- Antonio González Bueno, Alberto Gomis Blanco. Los naturalistas españoles en el África hispana (1860-1936). Madrid: Organismo Autónomo Parques Nacionales; 2001. ISBN 978-84-8014-348-7

- Antonio González Bueno, Alberto Gomis Blanco. Los territorios olvidados. Estudio histórico y diccionario de los naturalistas españoles en el África hispana (1860-1936). Ediciones Doce Calles; 2007. ISBN 978-84-9744-067-7 e ISBN 978-84-8474-209-8

- Alberto Gomis Blanco, Jaume Josa Llorca. Bibliografía crítica ilustrada de las obras de Darwin en España (1857-2005). Madrid: CSIC; 2007. ISBN 978-84-00-08517-9  (2ª edición ampliada. 2009. ISBN 978-84-00-08803-3)

- Alberto Gomis, Ángeles Bernardo. La farmacia en el distrito de Piedrahíta en los primeros años de colegiación obligatoria (1898-1931). Alcalá de Henares: Universidad de Alcalá; 2014. ISBN 978-84-16133-23-9

- José Luis Viejo, Alberto Gomis, Jorge Viejo. El archivo fotográfico de Eugenio Morales Agacino. Cincuenta años de las ciencias naturales en España. Madrid: Universidad Autónoma de Madrid; 2015. ISBN 978-84-8344-418-1

- Dolores Ruiz-Berdún, Alberto Gomis Blanco. Compromiso social y género: la historia de las matronas en España en la Segunda República, la Guerra Civil y la Autarquía (1931-1955). Ayuntamiento de Alcalá de Henares; 2017. ISBN 978-84-15005-44-5

- Alberto Gomis Blanco, Víctor García Gil. La dignidad de un entomólogo. Juan Gil Collado (1901-1986). Madrid: Ediciones Doce Calles; 2019. ISBN 978-84-9744-229-9

- Bibliografía crítica sobre la historia de la sociedad científica privada más antigua de España. Madrid: Real Sociedad Española de Historia Natural; 2021. ISBN 978-84-09-28537-2

- Alberto Gomis. Ana Rodrigo. Soraya Peña de Camus, Isabel Rey, Isabel Rábano. La Real Sociedad Española de Historia Natural: 150 años haciendo historia. Real Sociedad Española de Historia Natural; 2021. ISBN 978-84-09-31008-1

## Reconocimiento
- 1986: Premio VIII Concurso Nacional de Experiencias Escolares
- 1992: Premio Fundación Rafael Folch de Historia de la Farmacia, de la Real Academia Nacional de Farmacia
- 1993-1999: Presidente de la Sociedad Española de Historia de las Ciencias y de las Técnicas[10]
- 2016: Premio de Investigación María Isidra de Guzmán XXI edición, con Dolores Ruiz Berdún, otorgado por el Ayuntamiento de Alcalá de Henares por el libro "Compromiso social y género: la historia de las matronas en España en la Segunda República, la Guerra Civil y la Autarquía (1931-1953)"[11][12]
- 2018: Premio Cátedra de Investigación “Antonio Chamorro-Alejandro Otero”, otorgado por la Real Academia de Medicina y Cirugía de Andalucía Oriental, con Dolores Ruiz Berdún, por el artículo «Matronas víctimas de la Guerra Civil Española».[13]
- 2018-2021: Presidente de la Real Sociedad Española de Historia Natural[14]
- 2020: Medalla “Cátedra centenaria de Historia de la Farmacia – Madrid”
- 2021: Académico correspondiente de la Real Academia Nacional de Farmacia[15]